# Remigia lycopodia
Remigia lycopodia är en fjärilsart som beskrevs av Charles Andreas Geyer 1837. Remigia lycopodia ingår i släktet Remigia och familjen nattflyn. Inga underarter finns listade.